# Christoph Kramer
Christoph Kramer (Solingen, 19 de fevereiro de 1991) é um futebolista alemão que atua como volante. Atualmente está sem clube.

## Carreira
Depois de obter sucesso em sua temporada de estreia na Bundesliga, Kramer foi convocado para defender a Seleção Alemã de Futebol em um amistoso contra os vizinhos da Polônia, em Hamburgo, no dia 13 de maio de 2014. Kramer fez a sua estreia pela seleção principal jogando os 90 minutos, com o resultado final de 0–0. No dia 2 de junho, foi anunciada por Joachim Löw a convocação de Kramer para a disputa da Copa do Mundo FIFA de 2014.
Ele não lembra da final da Copa do Mundo da FIFA de 2014, no qual a Seleção dele foi campeã, pois se chocou com o argentino Ezequiel Garay, sofrendo uma concussão cerebral e esquecendo-se dos 30 minutos em que atuou. Após o choque, o árbitro Nicola Rizzoli viu que Kramer estava desorientado e pediu sua substituição. Em seu lugar naquele jogo, o atacante André Schürrle o substituiu.

## Títulos
Seleção Alemã
- Copa do Mundo FIFA: 2014